# Draba pilosa
Draba pilosa är en korsblommig växtart som beskrevs av Johannes Michael Friedrich Adam och Fisch.. Draba pilosa ingår i släktet drabor, och familjen korsblommiga växter. Inga underarter finns listade i Catalogue of Life.